# Jürgen Renn (Fußballspieler)
Jürgen Renn (* 10. März 1940) ist ein ehemaliger deutscher Fußballspieler, der in den 1970er Jahren für die Armeesportgemeinschaft Vorwärts Stralsund in der DDR-Oberliga, der höchsten Spielklasse im DDR-Fußball, aktiv war. Renn ist vierfacher Juniorennationalspieler.

## Sportliche Laufbahn
Bis 1958 spielte Jürgen Renn in der Juniorenmannschaft der BSG Motor Stralsund und bestritt zwischen 1957 und 1958 vier Länderspiele mit der DDR-Juniorennationalmannschaft. Dort wurde er als Stürmer eingesetzt und erzielte zwei Tore. Noch vor Abschluss der Saison 1958 (Kalenderjahrsaison) wechselte Renn zum Oberligisten Rotation Babelsberg und wurde noch am letzten Spieltag in einem Oberligaspiel eingesetzt. Nach dem Abstieg aus der Oberliga musste Babelsberg ab 1959 in der zweitklassigen DDR-Liga antreten. Vor Saisonbeginn wurde Renn in einigen Testspielen eingesetzt, verschwand dann aber für längere Zeit aus dem höherklassigen Fußball.
Zur Saison 1963/64 meldete die Armeesportgemeinschaft (ASG) Vorwärts Rostock Jürgen Renn als Neuzugang für ihre DDR-Liga-Mannschaft. Er war damit gleichzeitig Angehöriger der Nationalen Volksarmee. In seiner ersten Rostocker Spielzeit bestritt Renn 16 der 30 Ligaspiele und konnte sich danach bis 1967 als Stammspieler etablieren. Bis zum Ende der Saison 1966/67 hatte er für die ASG 98 von 120 Punktspielen absolviert und drei Tore erzielt. Anschließend wurde die ASG zum Standort Stralsund umgesetzt und trat künftig als ASG Vorwärts Stralsund auf.
Bis 1969/70 wurde Jürgen Renn in 68 der 90 DDR-Liga-Spiele eingesetzt (vier Tore). In der Spielzeit  1970/71 schaffte Vorwärts Stralsund den Aufstieg in die Oberliga, daran war Renn mit 26 Punktspieleinsätzen und einem Tor beteiligt. In der 26 Spiele währenden Oberligasaison 1971/72 wurde Renn 23-mal in der Abwehr eingesetzt. Nach einer Saison stiegen die Stralsunder wieder in die DDR-Liga ab. Diese war auf fünf Staffeln erweitert worden, in denen jeweils 22 Spiele ausgetragen wurden. 1972/73 wurde die ASG Staffelsieger und kam in die Oberliga-Aufstiegsrunde, scheiterte aber als Tabellendritter. Nachdem Renn 15 Punktspiele bestritten hatte, war er in der Aufstiegsrunde in allen acht Spielen eingesetzt worden (ein Tor). Ein Jahr später wurde Stralsund erneut Staffelsieger und erreichte nach einem zweiten Platz in der Aufstiegsrunde zum zweiten Mal den Aufstieg in die Oberliga. Diesmal war Renn mit 20 Punktspieleinsätzen (ein Tor) und allen acht Aufstiegsspielen maßgeblich am Erfolg beteiligt. In seiner zweiten Oberligasaison 1974/75 war Renn vom 1. Spieltag an dabei und kam am Ende der Spielzeit auf 21 Punktspieleinsätze. Auch im zweiten Anlauf konnte die ASG Vorwärts Stralsund den Klassenerhalt nicht schaffen. Jürgen Renn nahm dies zum Anlass, im Alter von 35 Jahren und nach 45 Oberligaeinsätzen (keine Tore) seine Laufbahn als Leistungssportler zu beenden.